# Капитолий штата Оклахома
Капитолий штата Оклахома (англ. Oklahoma State Capitol) — здание правительства штата Оклахома, США, в котором размещается Легислатура Оклахомы и проходят заседания Верховного суда Оклахомы. Расположен вдоль бульвара Линкольна в столице штата — Оклахома-Сити. Входит в Национальный реестр исторических мест США.
Капитолий примечателен тем, что стоит прямо на нефтяном месторождении, открытом в 1928 году и располагает действующей буровой вышкой.

## История
После образования штата Оклахома в 1907 году, капитолий находился в городе Гатри. 11 июня 1910 года вновь избранное правительство приняло решение о переносе капитолия в Оклахома-Сити, тогда же была перевезена и установлена на нынешнем месте печать штата. В течение нескольких лет, пока шло строительство зданий, кабинеты капитолия располагались в гостинице Huckins в центре города.

## Описание
Капитолий штата Оклахома выполнен преимущественно из белого известняка и Оклахомского розового гранита. Купол здания сделан из железобетона и усиленных гипсовых слепков. Ротонда украшена росписью художника Майка Ларсена, на которой изображены так называемые «пять лун» — пять индейских балерин из Оклахомы: это сёстры Мария и Марджори Толчиф, Розелла Хайтауэр, Мослин Ларкин и Ивонн Шуто.
В западном крыле капитолия находятся кабинеты и зал Палаты представителей, в восточном крыле — Сената штата. На втором этаже проходят заседания Верховного суда и располагается церемониальная комната губернатора. На первом этаже находятся кабинеты инспектора, казначея и генерального прокурора штата. Также в здании работает музей, кафе и парикмахерская. Всего в Капитолии около 650 помещений, а общая его площадь составляет около 452 508 квадратных футов (≈ 42039.37 м²). Здание капитолия и окружающие здания правительства, неправительственных организаций, музеев, библиотек и деревьев вдоль улиц и бульваров образуют единый комплекс Капитолия штата Оклахома, включающий также парк и особняк губернатора.

## Галерея
| - Фасад Капитолия штата Оклахома - Нефтяная вышка в Капитолии Оклахомы - Нефтяная вышка на южной стороне Капитолия - Западный фасад Капитолия Оклахомы - Палата Верховного суда - Вид с северной стороны Капитолия - Монумент месту встречи / Площадь Флага в Капитолии Оклахомы |